# Massimo Manca
Massimo Manca (Monteroni di Lecce, 18 aprile 1977) è un ex calciatore italiano, di ruolo attaccante.

## Carriera

### Giocatore
Ha iniziato la sua carriera professionistica ai pugliesi del Casarano, con cui all'età di 17 anni, nella stagione 1994-1995, ha esordito in Serie C1; nell'arco di un triennio di permanenza nel club ha segnato in totale 5 reti in 31 partite di campionato in questa categoria. All'inizio della stagione 1997-1998 si trasferisce alla Fidelis Andria, in Serie B: con i pugliesi realizza 3 reti in 26 presenze, a cui poi aggiunge ulteriori 29 presenze e 4 reti nella stagione 1998-1999, terminata con una retrocessione in Serie C1; viene poi riconfermato in rosa anche per la stagione 1999-2000, in cui il club evita una seconda retrocessione consecutiva solamente grazie alla vittoria dei play-out, nei quali Manca gioca una partita in aggiunta alle 19 (con una sola rete segnata) nel resto del campionato. A fine anno viene ceduto ai siciliani dell'Atletico Catania: dopo una rete in sole 8 presenze passa a stagione in corso alla Fermana, altro club di terza divisione, con cui rimane per una stagione e mezzo, nella quale è autore di complessive 11 reti in 47 partite di campionato giocate.
Nell'estate del 2002 cambia nuovamente maglia e torna a giocare in Puglia, al Martina, club con cui sfiora una promozione in Serie B e con cui per la prima volta in carriera termina un campionato in doppia cifra di reti segnate (12 in 31 presenze, a cui aggiunge 4 apparizioni in campo nei play-off, di cui è finalista perdente). Nella stagione 2003-2004 si divide tra gli abruzzesi del Teramo (16 presenze e 2 reti in Serie C1) ed i campani dell'Avellino (16 presenze ed una rete in Serie B), cambiando poi due volte maglia anche nella stagione 2004-2005, trascorsa però integralmente in terza serie (9 presenze ed una rete con i siciliani del Vittoria e 12 presenze senza mai segnare al Martina). Continua a giocare in Serie C1 anche nel triennio che va dal 2005 al 2008, in cui veste le maglie di due sue ex squadre (prima il Teramo e poi per un biennio nuovamente il Martina), ma senza trovare grande continuità realizzativa (in 3 anni realizza infatti solamente 7 reti in incontri di campionato), per poi scendere in Serie C2: in questa categoria veste prima per 2 anni la maglia dei calabresi della Vigor Lamezia (30 presenze e 5 reti, play-out inclusi) e poi quelle di Gela e Noicattaro, ma senza mai trovare grande continuità né in termini di partite giocate (23 totali tra questi 2 club) né in termini di reti segnate (4). Chiude infine la carriera nel 2013 dopo un biennio con le maglie di Nardò (in Serie D) e di Pro Italia Galatina (nell'Eccellenza pugliese).

### Allenatore
Dal 23 luglio 2018 al 5 novembre 2019 è stato vice allenatore del Casarano, nell'Eccellenza pugliese; tra il maggio ed il giugno del 2021 ha invece allenato il Gallipoli nella medesima categoria. Dal 21 ottobre 2021 al termine della stagione 2021-2022 è invece stato vice allenatore al Nardò, in Serie D. Nella stagione 2024-2025 ha allenato la formazione Under-14 del Lecce, club di Serie A.